# Малодоры
Малодоры — село в Устьянском районе Архангельской области.

## География
Находится в южной части Архангельской области на расстоянии приблизительно 16 км на юг-юго-восток по прямой от административного центра района поселка Октябрьский.

## История
В 1859 году здесь (село Вельского уезда Вологодской губернии) было учтено 20 дворов. До 2022 года была административным центром Малодорского сельского поселения до его упразднения.

## Население
Численность населения: 122 человека (1859 год), 437 (русские 97 %) в 2002 году, 410 в 2010.